# Pachypanchax omalonotus
Pachypanchax omalonotus är en fiskart som först beskrevs av Duméril, 1861.  Pachypanchax omalonotus ingår i släktet Pachypanchax och familjen Aplocheilidae. IUCN kategoriserar arten globalt som livskraftig. Inga underarter finns listade i Catalogue of Life.